# کاج مونتری
کاج مونتری (نام علمی: Pinus radiata) نام یک گونه از سرده کاج است.